# Първичен страх (роман)
 Тази статия е за романа на Уилям Дийл.  За филма вижте Първичен страх (филм).  
„Първичен страх“ (на английски: Primal Fear) е американски психо-трилър от Уилям Дийл.

## Сюжет
Енорийски свещеник, почитан като светец заради добрите дела и благотворителността си, е убит по особено жесток начин. Полицията заварва на местопрестъплението един от младежите, които помагат на свещеника при службата – 19-годишния Ерън Стамплър. Той е с окървавени дрехи и нож в ръцете, но твърди, че е невинен. Защитата на Стамплър е поета от Мартин Вейл – известен с успехите си адвокат. В хода на делото се разкрива, че младежът с невинно лице има тъмни тайни.

## Адаптация
През 1996 г. по романа е направен едноименен филм с участието на Ричард Гиър и Едуард Нортън.